# Gautier de Pontoise
Pour les articles homonymes, voir Gautier.
Gautier de Pontoise (parfois aussi : Gauthier, Gaultier, Gaucher), né à Andainville vers 1030 et mort en 1099 à Pontoise, est un religieux français du XIe siècle.

## Biographie
D'abord professeur de philosophie et de rhétorique, il entra chez les Bénédictins à Rebais dans le diocèse de Meaux. Selon la tradition, il n'était encore que novice lorsque, pris de pitié pour un frère qui avait été mis au cachot dans le monastère, il l'aida à s'enfuir.
Philippe Ier en fit l'abbé de l'abbaye Saint-Martin de Pontoise qu'il venait de fonder à Pontoise, malgré ses protestations. Cette fondation était d’ailleurs à ce moment consacrée à Germain de Paris. La discipline y était fort relâchée, car Gautier ne manquait pas une occasion de s’éloigner de l'abbaye, pour se dérober à ses responsabilités.
Il finit par démissionner de sa charge de Pontoise pour rejoindre le réformateur Hugues à Cluny mais, bientôt rattrapé, il fut contraint de rejoindre Pontoise. Il serait parvenu à s’échapper une fois encore, gagnant la Touraine où il trouva refuge sur une île de la Loire, mais fut repris de nouveau ; il s’évada encore d’un oratoire consacré à Côme et Damien près de Tours mais fut reconnu par un pèlerin.
Alors Gautier décida de partir pour Rome et d’en appeler directement au pape Grégoire VII, à qui il remit sa démission écrite, mais le Souverain Pontife lui enjoignit de respecter ses premiers vœux, de reprendre ses fonctions à Pontoise et de ne plus jamais y manquer.
De retour, il n’eut de cesse de dénoncer les abus et la corruption de mœurs de ses frères bénédictins. Battu et jeté au cachot, il reprit ses harangues dès qu’on le relaxa. En 1094, il fonda un couvent de femmes à Berteaucourt-les-Dames près d’Amiens, avec l'aide de deux fidèles, les dames Godelinde et Elvige,. Mais la propriétaire des terrains, qui l'avait autorisé à s'installer à cet endroit, s’inquiéta pour ses récoltes qui risquaient d’être piétinées par la foule, et lui demanda de partir. Gautier retourna donc au monastère de Pontoise où il mourut le 9 avril 1099.

## Culte de Saint Gautier

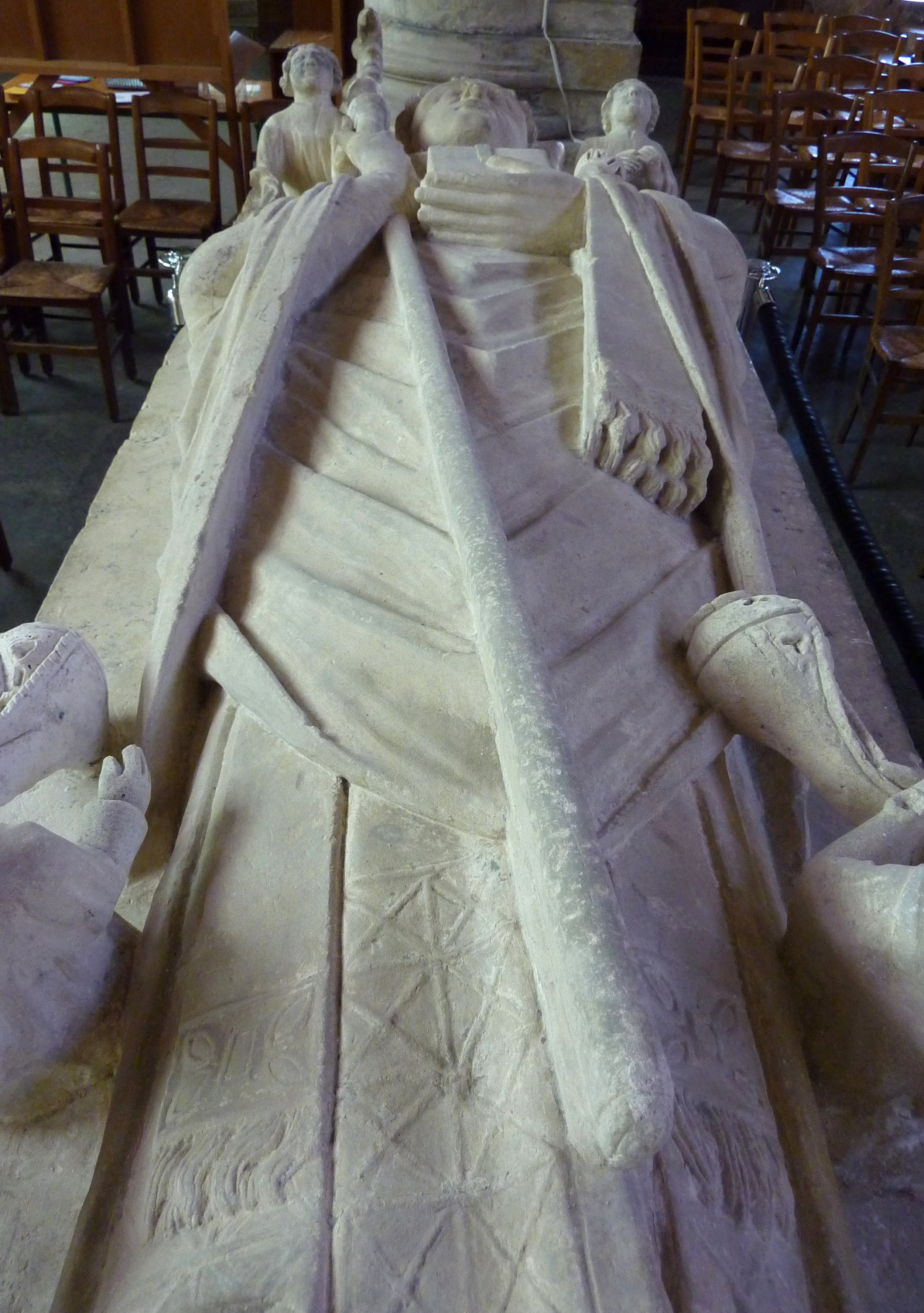
Tombeau de Saint Gautier dans l'Église Notre-Dame de Pontoise.

Gautier fut inhumé dans l’abbaye Martin de Pontoise. En 1153, il fut canonisé par l’archevêque de Rouen Hugues de Boves : c'est d'ailleurs la dernière personnalité d'Europe de l'Ouest canonisée par une autorité subalterne, :

« Le dernier cas de canonisation par un évêque métropolite serait celui de Gaultier, ou Gaucher, abbé de Pontoise, par l'archevêque de Rouen, en 1153. Un bref d'Alexandre III de 1170 en limita dorénavant la prérogative au pape, pour ce qui concernait l'Église d'Occident. »

Au cours de la Révolution française, ses reliques furent translatées par précaution au cimetière de Pontoise, puis l'emplacement exact en fut perdu. Le lycée Martin de Pontoise, institution privée, conserve le nom de la fondation royale de Philippe Ier, dont elle occupe toujours une partie des terrains.
Selon les sources, il est fêté le 23 mars selon le Martyrologe romain,, le 8 avril, date de sa mort,, et le 4 mai par les diocèses de France.
Une chapelle lui est dédiée au lieu-dit Andainville au bois près de son village natal d'Andainville, dans la Somme.